# مجلس نواب كنساس
مجلس نواب كنساس (بالإنجليزية: Kansas House of Representatives)‏ هو مجلس النواب التشريعي لولاية كنساس الأمريكية، يقع المقر الرئيسي له في توبيكا، وهو المجلس الأدنى في كونغرس كانساس.

## طالع أيضًا
- كونغرس كانساس